# Евдокимов, Игорь Михайлович
Игорь Михайлович Евдокимов (2 февраля 1962, Ленинград — 25 августа 2008, Санкт-Петербург) — советский и российский хоккеист, защитник. Российский тренер. Мастер спорта СССР.
Играл за команду завода «Светлана» в первенстве Ленинграда. С сезона 1979/80 — в составе СКА. В сезоне 1980/81 также играл в фарм-клубе ВИФК. Сезон 1991/92 провёл в клубе ТуТо Турку, Финляндия, Следующий сезон отыграл в СКА, всего сыграл за клуб более 400 матчей. В сезонах 1993/94 — 1995/96 выступал в шведском «Шеллефтео». Вернувшись в Санкт-Петербург, завершил карьеру по состоянию здоровья. Работал тренером в СКА, СКА-2, СДЮШОР СКА.
Бронзовый призёр чемпионата СССР 1986/87.
Второй призёр турнира на призы газеты «Известия» 1985 и финалист Кубка Калгари 1986/87 в составе сборной СССР.
Скончался 25 августа 2008 года на 48-м году жизни. Похоронен на Северном кладбище.
В 2016 году прошёл детский турнир памяти Евдокимова.